# 拉亞馬區 (喬塔省)
6°30′51″S 79°07′10″W / 6.5142°S 79.1194°W
拉亞馬區（西班牙語：Distrito de Llama），是秘魯的一個區，位於該國北部卡哈馬卡大區的喬塔省，始建於1835年4月18日，面積494.9平方公里，海拔高度2,095米，2005年人口7,601，人口密度每平方公里15人。